# Bloemkooloor
Een bloemkooloor (ook wel schrompeloor of boksersoor genoemd) is de benaming voor een oor dat door beschadiging van het kraakbeen het bolle uiterlijk van een bloemkool heeft gekregen. Deze beschadigingen ontstaan veelal bij sporten als rugby en vechtsporten waarbij de oren veelvuldig harde klappen te verwerken krijgen. Ook automutilatie kan hier een oorzaak van zijn. Er ontstaan dan bloedingen in het kraakbeen van het oor, en als deze kraakbeenbloedingen worden opgeruimd door het lichaam verdwijnt het kraakbeen ook, waardoor het oor verschrompelt.
Het plaatsen van piercings door kraakbeen in het oor kan ook resulteren in bloemkooloren ten gevolge van ontsteking van het vlies dat het oorkraakbeen bekleedt (perichondritis).